# Grand Kingdom
Grand Kingdom (グランキングダム?) è un videogioco di ruolo strategico a turni del 2015, sviluppato da Monochrome Corporation e distribuito da Spike Chunsoft e NIS America per PlayStation Vita e PlayStation 4. Il gioco è stato doppiato sia in giapponese sia in inglese.